# Vigil Games
Vigil Games — американская компания, филиал THQ, занимавшаяся разработкой компьютерных игр. Компания была расположена в городе Остин, штат Техас. Vigil Games основана художниками комиксов Джо Мадурейрой и Дэвидом Адамсом.
В 2012 году компания THQ, являвшаяся владельцем и издателем студии, подала заявление о банкротстве. Darksiders III, находившаяся в тот момент в разработке студией, была отменена. Многие активы THQ, за исключением Vigil Games и серии Darksiders, были распроданы на аукционе. В апреле 2013 начался новый аукцион по продаже прав на франшизу. 22 апреля франшизу Darksiders приобрела компания Nordic Games. Саму студию приобрела немецкая компания Crytek и переименовала её в Crytek USA. Таким образом, студия потеряла права на серию и не могла продолжить работу над третьей частью.
В 2014 году Crytek решила сократить компанию, и она теперь больше не будет самостоятельно разрабатывать игры, а будет лишь помогать североамериканским разработчикам. Часть бывших сотрудников Vigil Games во главе с Дэвидом Адамсом основала новую студию Gunfire Games, которая смогла получить права к серии Darksiders и продолжить разработку третьей части под издательством THQ Nordic (бывшей Nordic Games). Другая часть бывших разработчиков во главе с Джо Мадурейрой в 2015 году основала компанию Airship Syndicate, первым проектом которой стала игра Battle Chasers: Nightwar.

## Список разработанных игр
| Год      | Название                          | Платформы | Платформы | Платформы | Платформы |
| Год      | Название                          | PS3       | Wii U     | Win       | X360      |
| -------- | --------------------------------- | --------- | --------- | --------- | --------- |
| 2010     | Darksiders                        | Да        | Нет       | Да        | Да        |
| 2012     | Darksiders II                     | Да        | Да        | Да        | Да        |
| Отменена | Warhammer 40,000: Dark Millennium | Нет       | Нет       | Да        | Нет       |